# スポーツワイドショー ザ・プロ野球
スポーツワイドショー ザ・プロ野球（ - やきゅう）は、1980年から1983年にかけて毎週土曜日23:55〜24:55に読売テレビにて放送していた番組である。

## 内容
- 阪神タイガースの話題を中心にプロ野球の動きを取り上げたり、選手をゲストに迎えてのトークなどを展開していた。
- 野球シーズン中、阪神甲子園球場での阪神主催試合があったときは、その録画ナイター（ただし読売ジャイアンツ戦は全国中継のため除く）として1時間に編集したものを送っていた（これは同番組終了後も時間は異なるが継続されている）。
- 番組終了後、阪神タイガースを応援するというコンセプトは週刊トラトラタイガースへと引き継がれた。

## 出演者
- 羽川英樹（当時よみうりテレビアナウンサー）
- 辻佳紀

| よみうりテレビ 阪神タイガース情報番組 | よみうりテレビ 阪神タイガース情報番組 | よみうりテレビ 阪神タイガース情報番組 |
| 前番組                                | 番組名                                | 次番組                                |
| ------------------------------------- | ------------------------------------- | ------------------------------------- |
| -                                     | スポーツワイドショー ザ・プロ野球     | 週刊トラトラタイガース                |